# Bitva u Chlumce (1813)
Bitva u Chlumce se odehrála ve dnech 29. a 30. srpna 1813 u obcí Chlumec a Přestanov v severních Čechách. Spojené armády Rakouska, Pruska a Ruska v ní porazily armádu francouzského císaře Napoleona, které velel generál Vandamme.

## Bitva
Po porážce spojeneckých vojsk Rakouska, Pruska a Ruska Napoleonem v bitvě u Drážďan se francouzskému císaři naskytla možnost průniku do Čech. Vyslal tedy velitele I. francouzského sboru generála D. R. Vandamma s více než 30 000 muži s cílem pronásledovat spojeneckou, tzv. Českou armádu, obsadit Teplice a tím přerušit hlavní komunikaci mezi Drážďany a Prahou.

### 29. srpna 1813
V noci z 28. na 29. srpna 1813 se bojovalo v Petrovicích, ráno 29. srpna zahřměla kanonáda v Nakléřově a u Zadní Telnice. Další ústup spojenců přes Chlumec a Přestanov by znamenal riziko ohrožení zbytku české armády, jejíž většina ustupovala přes Kyšperk. S touto armádou současně ustupovali i ruský car Alexandr I. a pruský král Fridrich Vilém III. Jejich bezpečnost zajišťoval spojenecký generál Osterman-Tolstoj. Ten jednotkám nařídil zaujmout pozici napříč teplickou silnicí, zhruba na čáře Unčín, Přestanov, Chabařovice s předsunutým postavením u Stradova. Protože se obával odtržení svého levého křídla, nařídil toto postavení hájit 1. gardové divizi generálporučíka Alexeje Petroviče Jermolova. Pro pravé křídlo se nedostávalo pěchoty ani dělostřelectva, a proto bylo vesměs tvořeno jezdectvem.
První střety nastaly kolem desáté hodiny u chlumeckého hřbitova, kdy po prudkých srážkách Francouzi postupně obsadili celou obec a zejména strategický vrch Horka, na který pak umístili svůj hlavní stan.
V pamětním zápise chlumecké kroniky se praví: „Každý honem utíkal, aby zachránil, co se ještě zachránit dalo. Ženy a děti, obtěžkány nejrůznějšími věcmi, a muži ženoucí dobytek prchali do hor, aby se skryli v blízkých lesích…“
Zatím se už střetly přední francouzské voje se zadním vojem Rusů. Ti se zoufale bránili.
Vandamme, jistý si svým vítězstvím, ani nečekal na soustředění všech svých sil, které postupně přicházely z hor, a vyslal generála Creuzera, aby obsadil nedaleké Ústí. Druhý útok zahájili Francouzi kolem jedné hodiny, směřoval na Stradov a postupně se jim během dne podařilo vytlačit spojence až na pomezí obcí Stradov a Přestanov. V prudkých bojích padlo mnoho mužů na obou stranách, byl mezi nimi i generál Rouse. Kolem 16. hodiny se pokusila část francouzského jezdectva obejít pravé křídlo spojenců, ale tento útok byl u Chabařovic odražen dobře mířenou palbou ruských baterií, a pomocí kyrysníků, kteří dorazili na bojiště teprve v průběhu bitvy. Zhruba v 17 hodin podnikli Francouzi ve dvou silných kolonách poslední útok na postavení protivníka. Ruské zálohy se ztenčily na pouhých několik set mužů. Ztráty toho dne činily zhruba 12 000 vojáků (cca po 6 000 na obou stranách). Sám generál Osterman-Tolstoj utrpěl těžké zranění, a proto se vedení dalších bojů ujal generál Barclay de Tolly. K večeru toho dne dorazily k Chlumci zbytky francouzského sboru, a tak se francouzský generál netajil optimismem a svým podřízeným důstojníkům sdělil, že ve čtvrtek 2. září, již budou společně obědvat v Praze. Počítal totiž s příchodem dalších posil v čele s Napoleonem. Napoleona však silně znepokojil postup spojeneckých vojsk v Braniborsku a Lužici a považoval přesun hlavních sil do Čech za riskantní. Ponechal tedy Vandammův sbor vlastnímu osudu. Během noci začala z Krušných hor vycházet česká armáda, která tak posílila oslabené sbory a mohla se zapojit do dalších bojů. Sám ruský car Alexandr I. a pruský král Fridrich Vilém III. poté sledovali další průběh bitvy z bezpečné vzdálenosti Doubravské hory u nedalekých Teplic. Rakouský císař František I. byl ještě opatrnější a zastavil se až v Lounech, kam mu zprávy o probíhající bitvě donášel posel.

### 30. srpna 1813
Druhý den časně ráno se rozpoutaly prudké boje mezi obránci a útočníky. Zatímco pravé křídlo Francouzů vytlačilo Rusy ze Stradova a útočilo na Klöckerův mlýn, situace na levém křídle se již od začátku vyvíjela ve francouzský neprospěch. Údolí mezi Chabařovicemi a Českým Újezdem se zaplnilo ruským lehkým jezdectvem. Rakouská pěší divize generála Colloredo-Mansfelda sestoupila z výšin „Na Běhání“ a postupem přes Hrbovice se rychle zmocnila Střížovického vrchu. Aby zabránil obchvatu svého levého křídla, musel generál Vandamme oslabit střed svého postavení u Chlumce. Kolem poledne panoval na francouzské straně relativní klid. Vandamme stále ještě doufal v příchod Napoleonovy hlavní armády. Namísto ní se však v Nakléřovském průsmyku objevili Prusové pod velením generála Kleista. Francouzi se velmi rychle vzpamatovali z překvapení, které nebylo o nic menší než údiv samotných Prusů. Vandamme se rozhodl ponechat na místě veškeré vozatajstvo a dělostřelectvo, které mělo pozdržet postup Rusů a Rakušanů, a zbytek pěchoty a jezdectva provedl v prostoru mezi Chlumcem a Žandovem obrat čelem vzad, aby se probil liniemi pruských jednotek. Jejich postavení se táhlo napříč teplickou silnicí mezi Horním Varvažovem a úpatím Krušných hor u osady Ždírnice. Francouzskému jezdectvu se podařilo probít pruskými voji do hor, přičemž jim málem padl do zajetí sám generál Kleist. Takové štěstí však již neměl francouzský velitel Vandamme, který byl společně s dalšími čtyřmi generály zajat na Asmanově louce ve Ždírnickém údolí nad Žandovem. Obklíčená francouzská vojska poté propadla panice a dala se na neorganizovaný úprk.
Během této bitvy byly zcela zničeny obce Chlumec, Stradov, Žandov, Přestanov, Roudné a Dolní Varvažov. Zemřelo na 9 300 spojenců, převážně Rusů, a 11 000 Francouzů, další tisíce vojáků pak byly zraněny.

## Druhý pokus ovpád
Napoleon se však nehodlal s porážkou smířit, a proto se již ve dnech 17. a 18. září toho roku znovu pokusil o průnik do Čech, opět přes Chlumec. Usídlil se v Nakléřově, odkud z místního kostela sv. Josefa pozoroval pokus svých sborů o proniknutí horským průsmykem. Ovšem díky odporu spojeneckých vojsk vedených generálem Karlem Filipem ze Schwarzenbergu, a kvůli rozbláceným horským cestám se mu nepodařilo sejít do údolí a rozvinout vojenské šiky. Proto vydal již 18. září 1813 rozkaz k ústupu. Tento den je tak i posledním, kdy noha slavného císaře spočinula na území Čech.

## Památníky bitvy

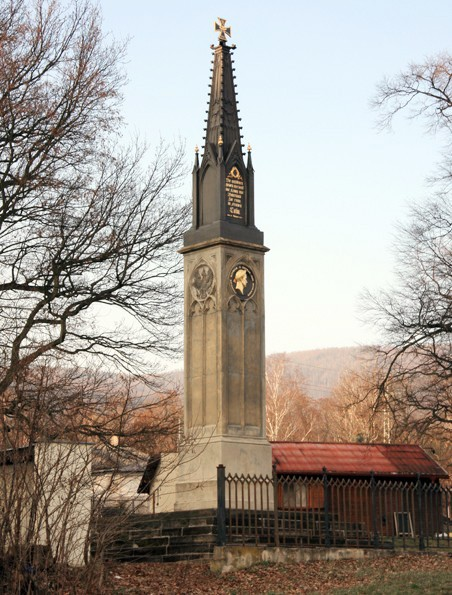
Pruský pomník ve Varvažově
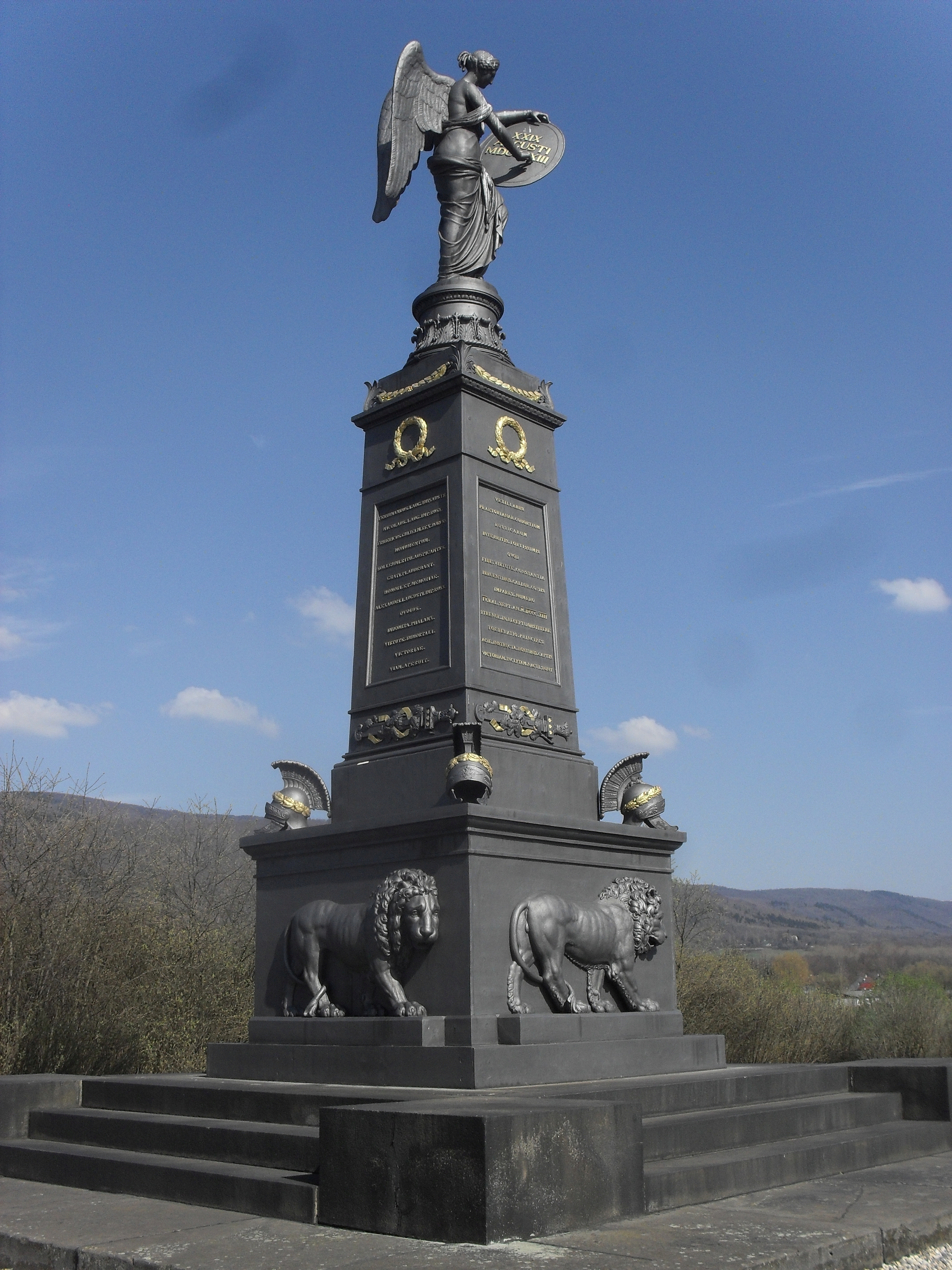
Ruský pomník v Přestanově
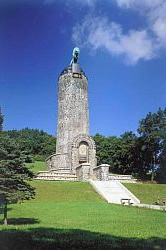
Jubilejní pomník v Chlumci
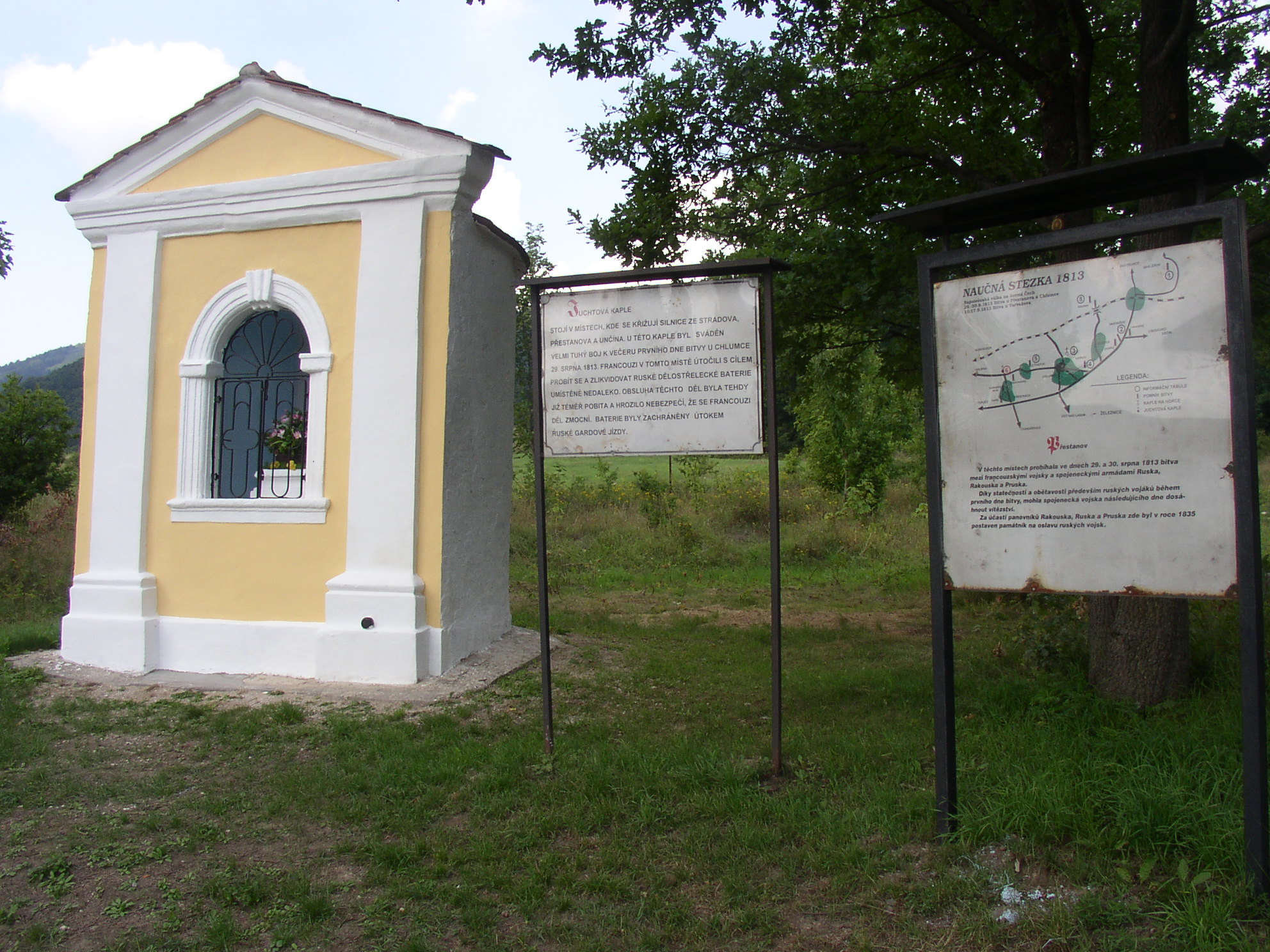
Juchtová kaple
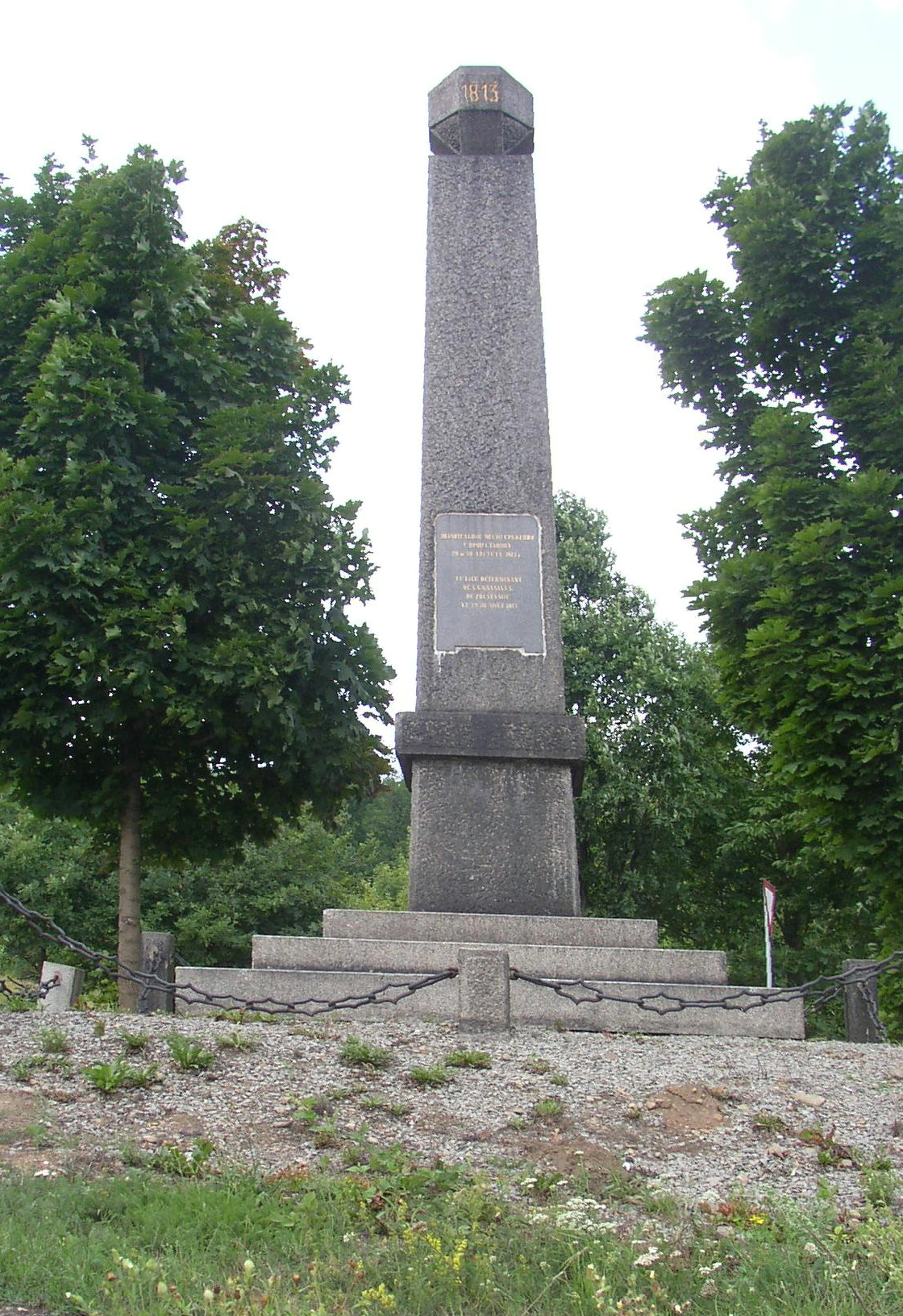
Pomník všem obětem u Stradova (mylně označován jako francouzský)
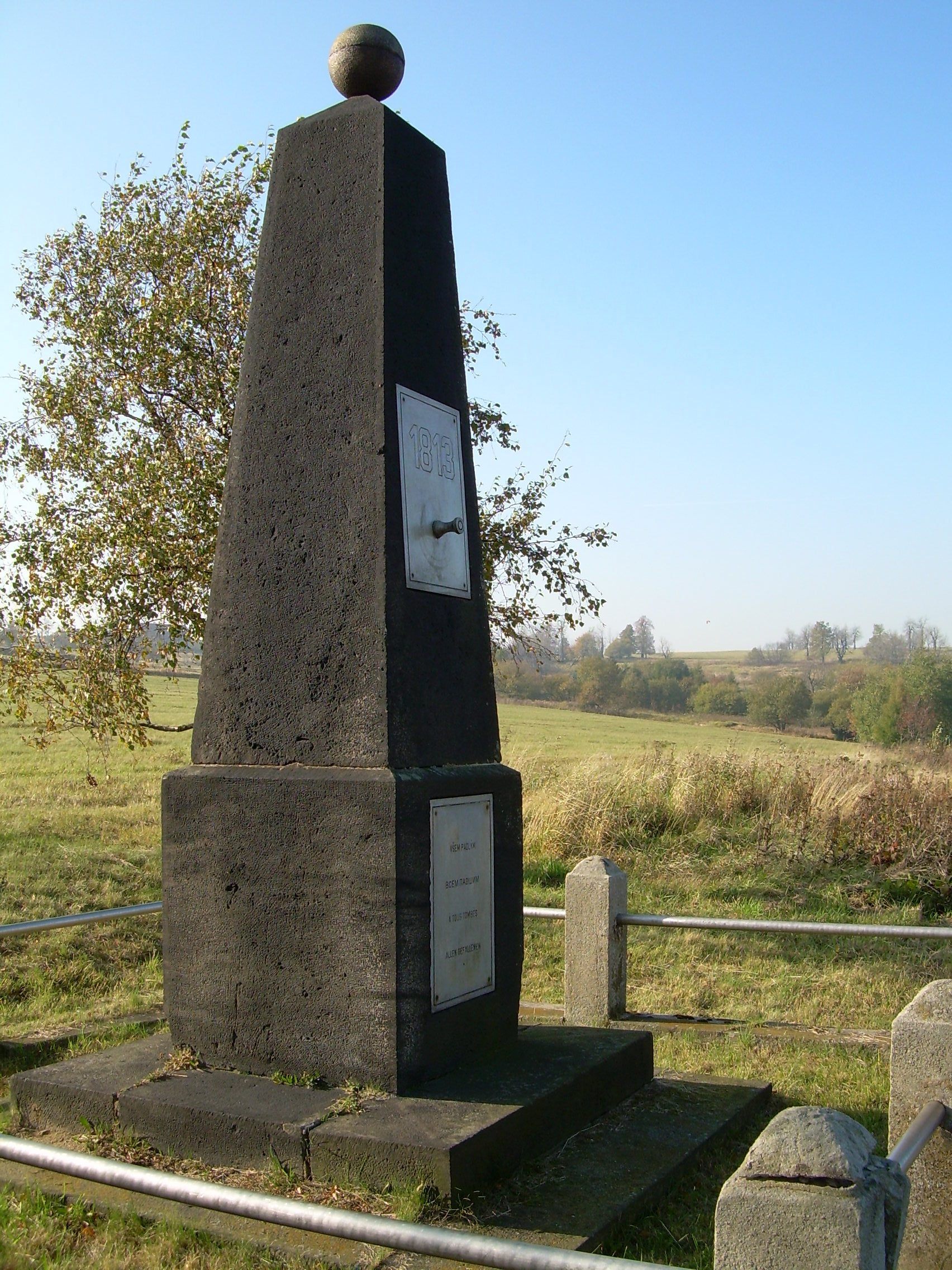
Kleistův pomník v Nakléřově
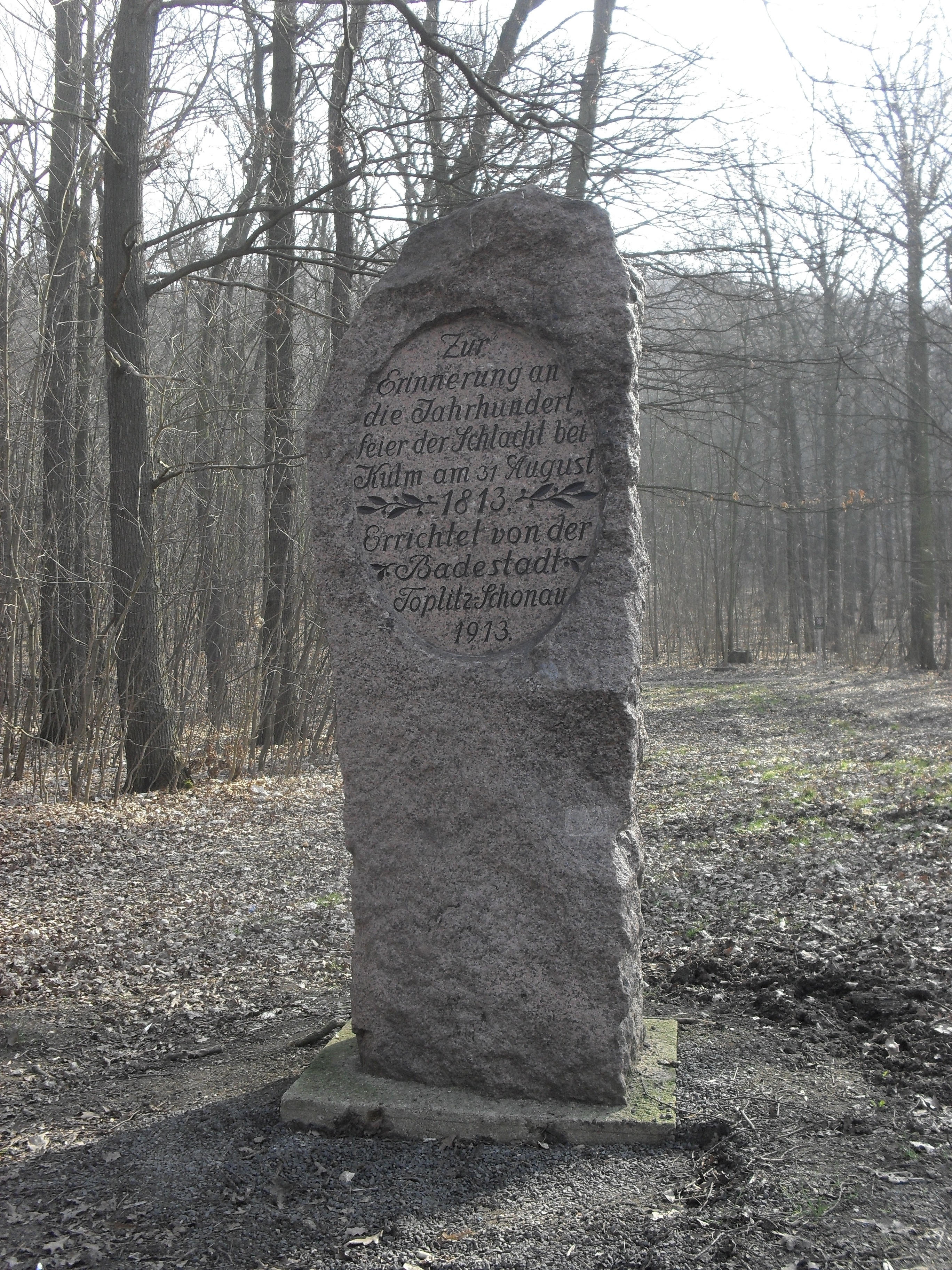
Památník na okraji Teplic

### Pruský památník ve Varvažově

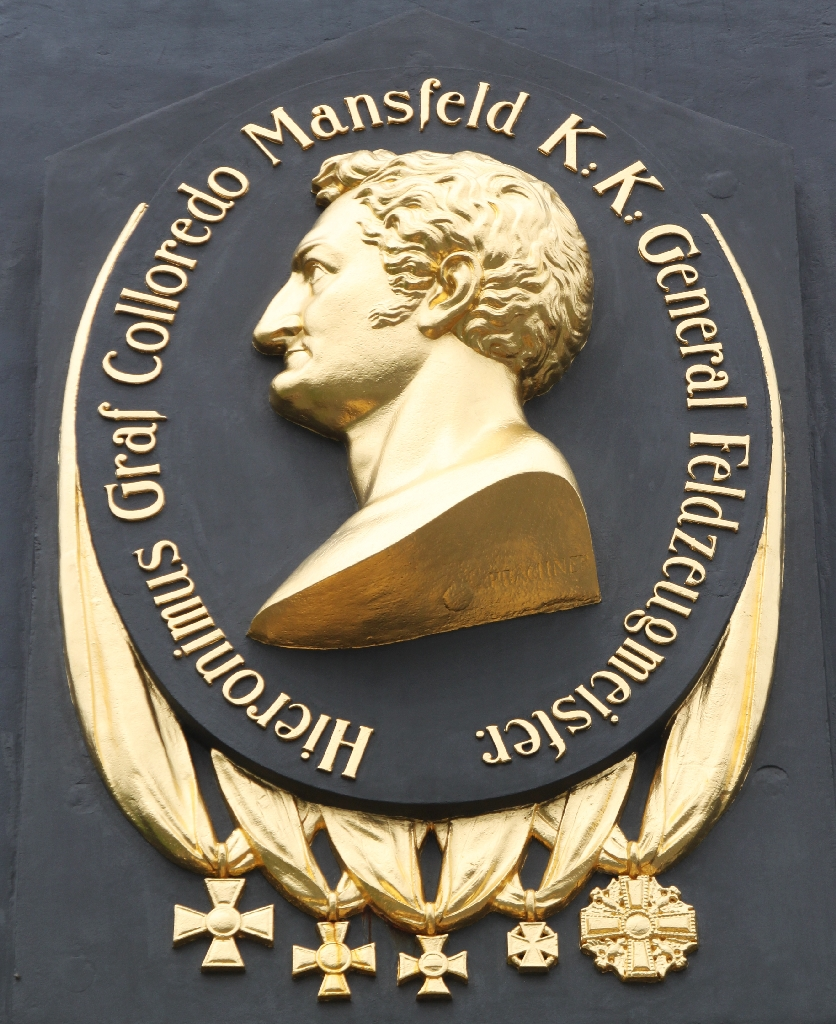
Busta Jeronýma z Colloredo-Mansfeldu, detail pomníku

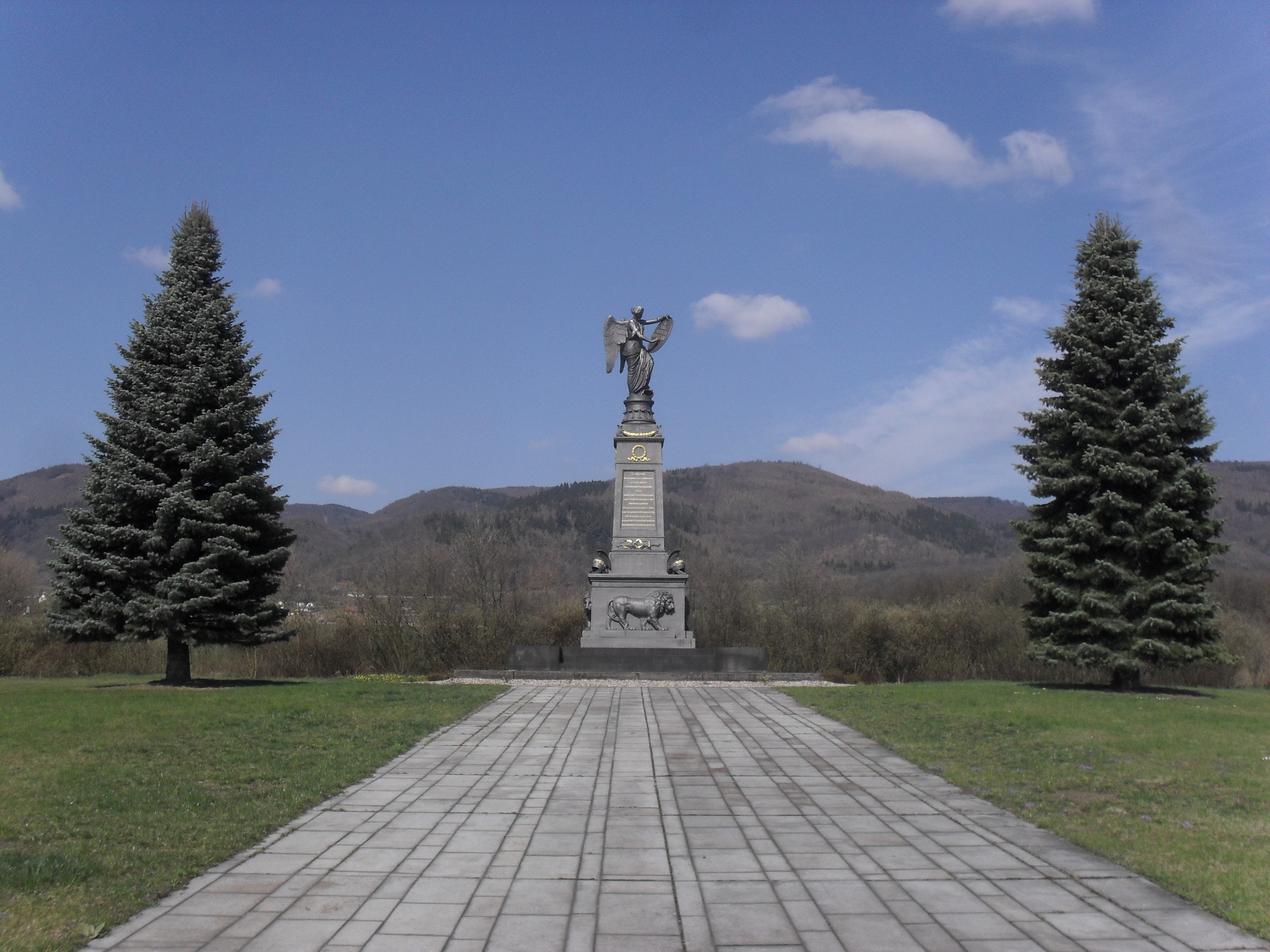
Ruský památník, průčelí

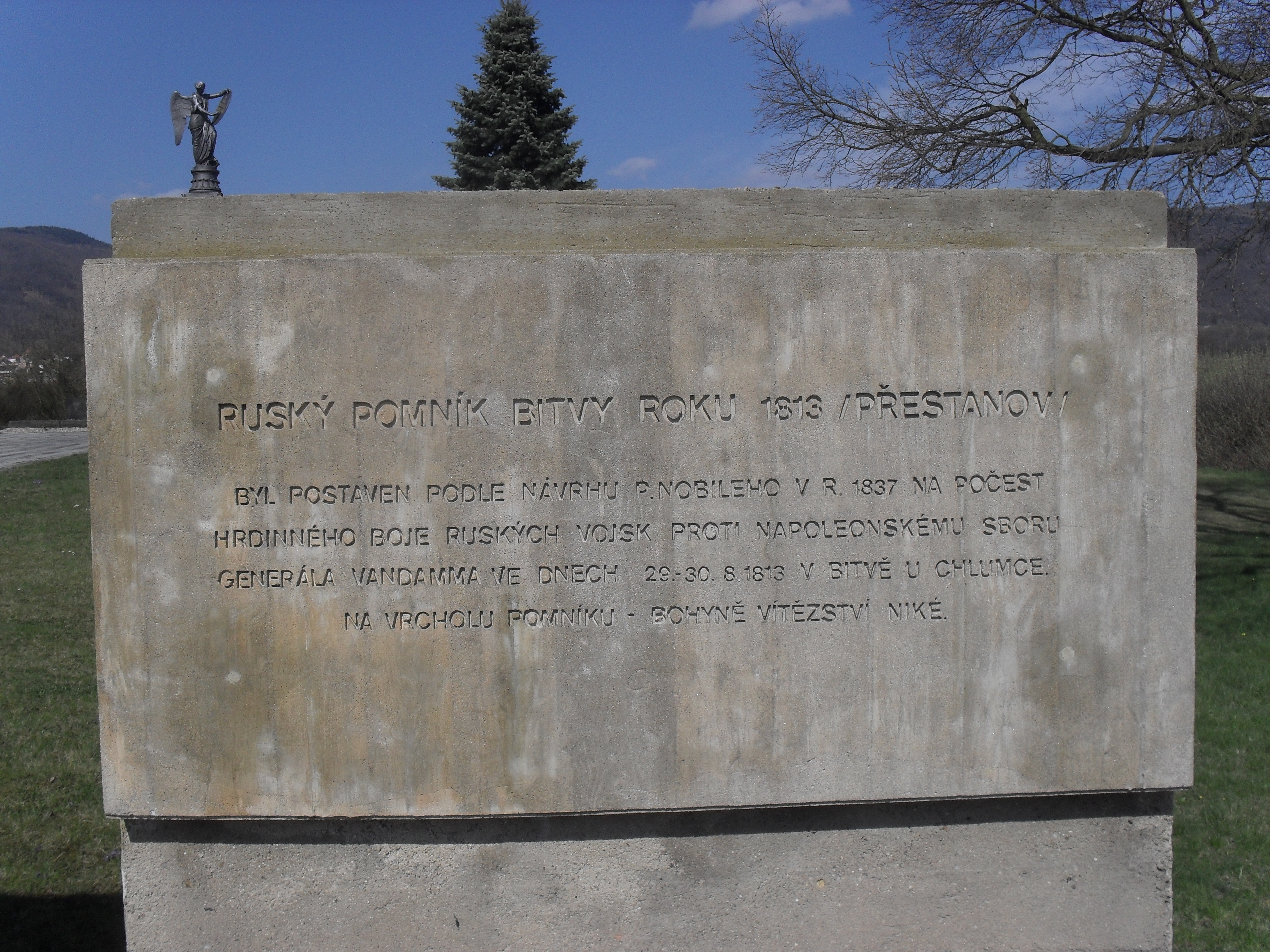
Ruský památník, plaketa

Je nejstarším památníkem bitvy vůbec. Nachází se při silnici do Teplic. Pomník je završen Železným křížem. Přední stěna obelisku nese nápis Die geffalen Helden ehrt dankbar König und Vaterland. Sie ruhen in Frieden. Kulm am 30. August 1813. (Padlým hrdinům věnuje vděčný král a vlast. Odpočívejte v pokoji. Chlumec 30. srpna 1813). Byl odhalen již 8. září 1817 za přítomnosti přední šlechty. O jeho významu pronesl slavnostní řeč kazatel Eyrlert. Rámec slavnosti doprovázela přítomnost účastníků bitvy, mezi kterými nechyběl generál Kleist, který provolal slávu vítězným panovníkům.

### Pomník generála Colloredo-Mansfelda veVarvažově
Byl odhalen 17. září 1825 a věnován hrdinským činům rakouského generála Colloredo-Mansfelda. Na rozložité několikanásobně odstupňované základně obelisku spočívá pozlacená socha lva, nad ní reliéfní busta generála s válečnými vyznamenáními. Na vrcholu památníku se tyčí rakouský orel s vavřínovým věncem. Přípravy na výstavbu památníku byly zahájeny krátce po generálově smrti. Příprav se zhostil důstojnický sbor všech pluků v té době umístěných v Čechách v čele s podplukovníkem Querlondem a majorem Spinetem. Autorem ideového návrhu byl zřejmě podplukovník Querlond, autorem sochařské výzdoby je Václav Prachner, nejvýznamnější sochař vrcholného klasicismu v Čechách. Prvním strážcem obou Varvažovských památníků byl válečný vysloužilec Josef Beran. Za obydlí mu sloužil domek naproti rakouskému pomníku vedle historického hostince Stará pošta.

### Ruský pomník vPřestanově
Jeden z nejkrásnějších památníků se nachází za Přestanovem při silnici na Teplice. K položení základního kamene došlo 28. září 1835 u příležitosti setkání protinapoleonské koalice v Teplicích za přítomnosti ruského cara Mikuláše I., pruského krále Bedřicha Viléma III. a rakouského císaře Ferdinanda I. U základny budoucího památníku stála čestná stráž šesti veteránů ruských gardových divizí. Vlevo od této základny se tyčil dřevěný model a naproti němu byl postaven pavilon pro slavnostní hosty. Ceremoniál započal po 9. hodině. Proslovy lemovaly vojenské jednotky sestávající z osmi pěších a dvou jízdních setnin. Dvorní rada a ředitel architektonické školy Petr Nobile jim předložil plány pomníku. Kancléř Klement Václav z Metternichu přečetl text zakládací listiny a po církevním obřadu je spolu s pamětnímu mincemi uložil do dutiny v základním kameni. Panovníci ji pak vlastnoručně opatřili krycí deskou, přičemž se jako první chopil zednického náčiní pruský král. V závěru slavnosti třikrát zazněly salvy pěšího vojska a dělostřelectva, jimž odpovídala děla na bývalém bojišti u pruského a rakouského pomníku ve Varvažově.
Architektonickou část navrhl již zmíněný architekt Nobile, reliéfní plastiky vytvořil sochař Josef Max, který také zvolil jako předlohu pro sochu na vrcholu kopii helénské bohyně vítězství Niké, krátce předtím nalezené v italské Brescii. Na pomníku Niké svírá v levé ruce oválný štít s datem bitvy. Hranol středové části pomníku, vrcholící sochou Niké, nese na svých stěnách nápisové desky, vypovídající o okolnostech a poslání vzniku pomníku. Symboliku dotváří čtyři plastiky jdoucích lvů a římské přilby jako válečné trofeje, po obvodu jednotlivých stran pomníku.

### Hromadný hrob 10 000 padlých vPřestanově
Chlumecký hrabě Josef Westphalen z Fürstenbergu nechal roku 1835 shromáždit ostatky padlých vojáků rozesetých po celém okolí a pietně je uložit do hromadného hrobu, právě v Přestanově. S ostatky 10 000 padlých jde tak o vůbec největší hromadný hrob na území Čech. Hrob se nachází uprostřed lesíka za ruským pomníkem. Skládá se z balvanů, na jejichž vrcholu se tyčí kamenný kříž. Dnešní pamětní deska hrobu nese nápis Zde leží 10 000 vojáků padlých při bitvě u Chlumce a Přestanova ve dnech 29. - 30. VIII 1813.

### Hromadný hrob vChlumci
Další hromadný hrob padlých vojáků se nachází na chlumeckém hřbitově při vstupu vedle kaple. Roku 2007 jej nechala obec opravit do dnešní podoby.

### Hromadný hrob vPetrovicích
Hrob 500 padlých vojáků se nachází poblíž Petrovic.

### Jubilejní památník vChlumci
Největší, tzv. Jubilejní památník byl vybudován na náklady rakouské vlády, aby na věčné časy připomínal hrdinství spojeneckých vojsk za napoleonské bitvy roku 1813. Návrh zpracoval architekt Julius Schmiedel z Prahy. Na umělém náspu s přístupovým schodištěm se na mohutném odstupňovaném kamenném základu tyčí do výše 26 m vysoký nahoru se zužující válec se sochou lva od sochaře Adolfa Mayerla. Stavbu památníku realizoval stavitel Antonín Plass ze sousedních Chabařovic. Fresky kopule stropu slavností síně uvnitř památníku jsou pak dílem Karla Krattnera. Památník byl slavnostně otevřen 29. srpna 1913, za přítomnosti představitelů mnoha národů. Přítomní byli například
- arcivévoda Karel František Josef Habsburský, budoucí císař Karel I.
- princ Lobkovic, vrchní komoří arcivévody
- hrabě Thun, zemský místodržící
- generál svobodný pán z Georgi, zemský ministr obrany
- generál von Kessel zastupující německého císaře
- představitelé vítězných armád a další příslušníci šlechty.

Zahajovací projev přednesl dr. Weber z Prahy. Po slavnostním nástupu četné jednotky a vojenské hudby vyznamenal arcivévoda Karel členy 42. pěšího pluku hraběte Erbacha, který se v bitvě hrdinsky vyznamenal. Svou zdravici přednesl i chlumecký hrabě Otakar Klement Westphalen z Fürstenbergu, coby předseda spolku pro vybudování památníku. Po slavnostní mši, celebrovanou panem biskupem Frindem následoval slavnostní pochod vyznamenané jednotky, baterie polního dělostřelectva a na 150 jednotek vojenských veteránů, který trval asi 3/4 hodiny. Koncem 2. sv. války byl památník poškozen stíhačkami Rudé armády, které si ze sochy lva na jeho vrcholu udělaly terč. Kvůli tomuto poškození začalo do tělesa sochy po čase zatékat a hrozilo její zřícení. Proto již roku 1973 byly místními dobrovolníky provedeny základní opravné práce. Celkové rekonstrukce se památník dočkal až roku 1993, kdy došlo k opravě tělesa a následně roku 1997 k opravě vnitřních fresek. Dnes je památník chloubou obce a hojně navštěvovanou památkou. Každoročně se u něj konají pietní akce k uctění padlých vojáků v bitvě 1813.

### Pomník všem obětem na křižovatce u Stradova
Jednoduchý zhruba 7 metrů vysoký památník všem obětem na místě nejtěžších bojů se nachází u Juchtové kaple na křižovatce Unčín - Přestanov - Stradov. Jedná se o zužující se hranol, na jehož vrcholu je šestihran (přesněji rhombicuboctahedron) s vepsaným datem bitvy. Po obvodu se naházejí pamětní desky. Byl postaven v roce 1912 z výtěžku sbírky obyvatel Přestanova. Je mylně označován jako francouzský, avšak francouzský pomník na bojišti nikdy nebyl postaven.

### Pomník ve Stradově
Jednoduchý pomníček se nachází na návsi pod kaplí, vedle hostince U Dostrašilů.

### Pomník zajetí generála Vandamma vŽandově

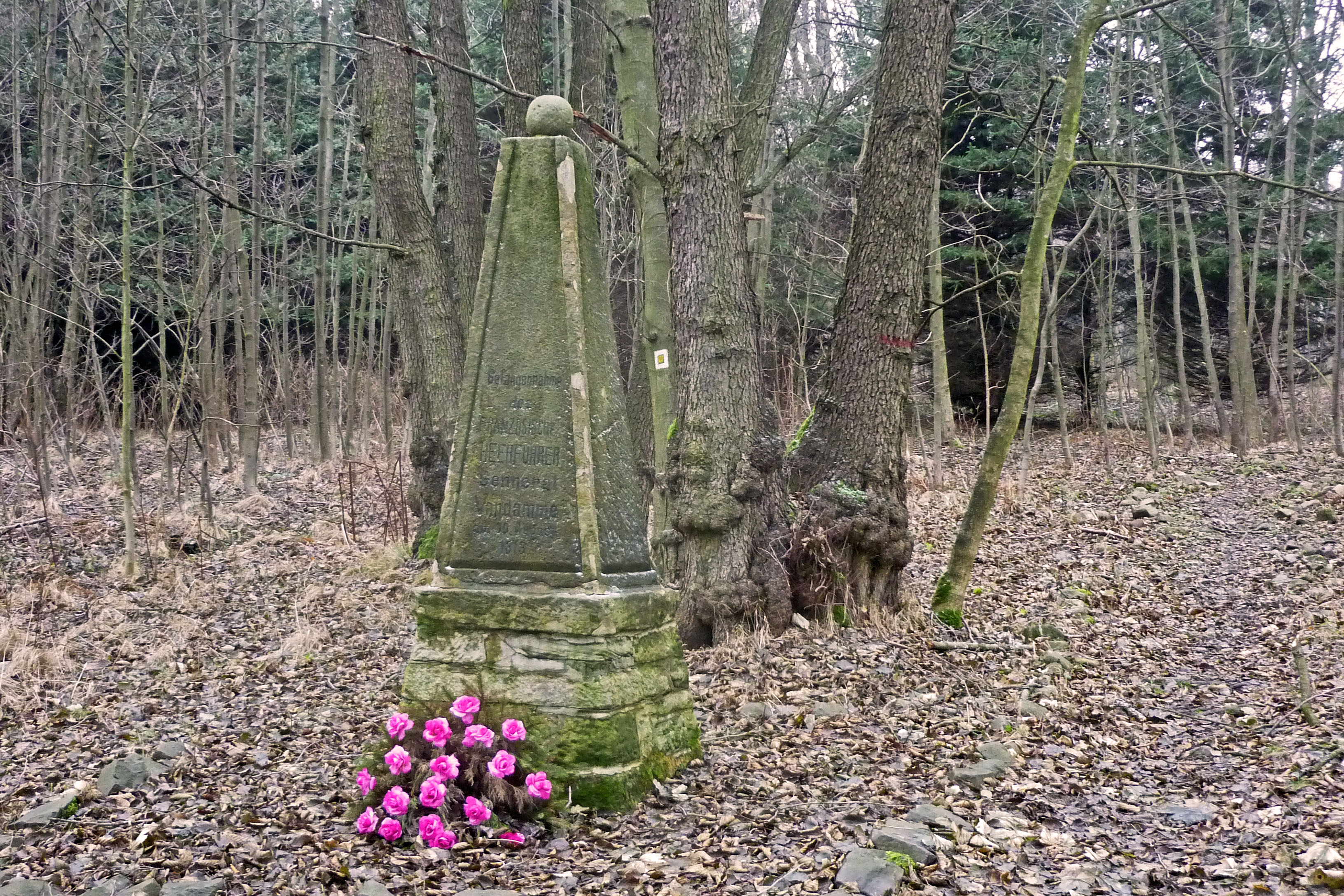
Pomník zajetí generála Vandamma

Tento pomník stojí na tzv. Asmanově louce ve ždírnickém údolí nad Žandovem. Přístupová cesta se nachází na samém konci obce u vodárničky mezi dvěma domy, cca 300 m za viaduktem. Pomník je tvořen jednoduchým zužujícím se hranolem, na jehož vrcholu je umístěna dělová koule.

### Pomník generála Kleista
Posledním a zároveň nejmladším pomníkem je památník generála Kleista v Nakléřově. Nachází se po levé straně silnice vedoucí do Petrovic. Jednoduchý kamenný pomník z roku 1913 je tvořen zužujícím se kvádrem, po jehož obvodu je umístěna pamětní deska. Na protější straně pomníku je umístěn velký dřevěný kříž, který připomíná místo, kde stával kostel sv. Josefa, z něhož císař Napoleon sledoval druhý pokus o vpád do Čech ve dnech 17.–18. září 1813. Kostel byl stržen komunistickým režimem roku 1972, kvůli plánované, avšak nerealizované, výstavbě svítící obří rudé hvězdy, která měla být vidět až z Ústí nad Labem.